# Алексинский химический комбинат
Федеральное казенное предприятие «Алексинский химический комбинат» — предприятие многопрофильного химического производства в Алексине Тульской области, специализирующееся на выпуске полимерных и композиционных материалов и других изделий гражданского назначения. 
Также предприятие выполняет работы в области капитального строительства, ликвидации опасных объектов, рекультивации территорий, оказывает услуги в области инжиниринга и НИОКР.
Общая площадь в управлении предприятия — 402 га.

## История
В 2006 году Алексинский химкомбинат был преобразован в федеральное казенное предприятие. В 2012 году управление предприятием перешло в руки молодой команде во главе с Алексеем Дмитриевичем Рогозиным. С этого момента на комбинате начинается масштабная работа по реконструкции выбывших из эксплуатации производств и созданию производств современных.
Результатом инноваций, введенных новой командой управленцев, стало, в том числе, появление такого современного производства резинотехнических изделий, как производство рукавов.

## Продукция
Продукция предприятия выпускается по трём основным направлениям:

1. Нитраты целлюлозы и продукция на их основе.
Действующие производства: лаки, нитроэмали, фасадные, дорожно-разметочные, флексографические краски, атмосферостойкая эмаль и др.

2. Изделия из эластомерных материалов.
Действующие производства: резинотехнические изделия: круглотканые рукава, резино-тканевые гофрированные рукава.

3. Композиционные материалы и химическая продукция.
Действующие производства: композиционные пресс-материалы, огнезащитные, износостойкие и коррозионностойкие покрытия, стеклоткань, лакоткань, клеи, герметики, тосол, антифриз. В 2013 году возобновлено производство композиционного пресс-материала АГ-4С и освоено производство пресс-материала ТЗС-1Ф.
Продукция предприятия используется в автомобильной, горно-добывающей, нефтегазовой, строительной, аэрокосмической отраслях, атомной промышленности, авиационной промышленности и спецхимии, судостроенииСовместно с технологическими партнёрами Алексинский химический комбинат, в рамках программы импортозамещения, обеспечивает потребности предприятий судо- и авиастроения, космической и атомной промышленности.
Это металлические, композиционные, лакокрасочные и тонкопленочные покрытия, обеспечивающие защиту, жаростойкость, износостойкость и электропроводность её компонентов, исключающих гальваническую коррозию. Нанесение подобных покрытий повышает ресурс техники, в частности, период эксплуатации авиатехники при неблагоприятных климатических факторах.

## Реализуемые проекты
В рамках финансирования, выделяемого по линии Министерства образования и науки в соответствии с постановлением Правительства от 9 апреля 2010 г. № 218, совместно с МГУ им. М.В. Ломоносова осуществлен проект «разработка и организация производства термостойких композиционных пресс-материалов для серийного изготовления облегченных деталей сложной формы». В рамках проекта созданы новые композиционные пресс-материалы на основе дискретных волокон.

Помимо выпуска основной продукции ФКП АХК совместно с ведущими исследовательскими университетами и научно-исследовательскими институтами России участвует в различных НИОКР, оказывает услуги в области промышленной безопасности, экологии, инжиниринга. На предприятии производится внедрение принципов непрерывного совершенствования производством, управления качеством, внедрения проектного управления, повышения эффективности предприятия и квалификации его сотрудников, оптимизации процессов и энергоменеджмента.

## Санкции
20 июля 2023 года, на фоне вторжения России на Украину, Алексинский химический комбинат попал в блокирующий санкционный список США так как комбинат производит боеприпасы, «а также полимеры, лакокрасочные материалы и композиционные материалы для военно-промышленного комплекса России». 1 апреля 2023 года комбинат попал в санкционный список Украины.
23 февраля 2024 года комбинат внесён в санкционный список стран Евросоюза так как он «поставляет продукцию на принадлежащие государству предприятия по производству пороха, патронов и боеприпасов для Вооружённых сил РФ».

## Инжиниринг и НИОКР
ФКП АХК совместно с ведущими исследовательскими университетами и научно-исследовательскими институтами России участвует в НИОКР, в том числе при освоении новой импортозамещающей продукции:
В настоящее время на ФКП АХК реализуются следующие основные научно-исследовательские и опытно-конструкторские работы (2014—2015 годы):

### НИОКТР по разработке и организации производства термостойких композиционных пресс-материалов для изготовления облегченных деталей сложной формы
Начиная с 2015 года планируется выпуск новых видов продукции:
- композиционного термостойкого материала на основе углеродных волокон;
- композиционного материала конструкционного назначения на основе стеклянных и углеродных волокон.

### НИР по разработке технологии изготовления и нанесения составов лакокрасочных материалов нового поколения для защитных покрытий специзделий
Разрабатываются составы лакокрасочных материалов нового поколения на основе современных и доступных компонентов для создания надежных защитных покрытий. Материалы разрабатываются для покрытия, в первую очередь, деталей специзделий, изготовленных из различных марок стали и алюминия.

### НИР по разработке технологии изготовления элементов специзделий из полимерных композиционных материалов
Создаются технологии изготовления элементов специзделий из полимерных композиционных материалов с меньшим весом, сниженной трудоемкостью процесса изготовления по сравнению с традиционными металлическими изделиями с сохранением требуемых прочностных характеристик.
Созданная в результате данной научно-исследовательской работы технология позволит заменить дорогостоящие материалы, снизить трудозатраты на изготовление изделий на 25-30 %, уменьшить вес конструкционных элементов до 50 %.

### ОКР по разработке автоматизированной линии производства древесной целлюлозы
Обеспечение стабильного производства нитратов целлюлозы путем создания автоматизированной линии по производству облагороженной агрегатированной целлюлозы из древесного сырья.

### ОКР по разработке технологического процесса изготовления металлических элементов сложной формы путем прямого послойного выращивания деталей (аддитивные технологии)
Разработка технологического процесса и создание роботизированного комплекса по изготовлению элементов специзделий путем прямого послойного выращивания деталей методом микролазерной наплавки. Применение этой технологии уменьшает общее время производства и стоимость детали. Благодаря смешиванию различных порошков во время технологического процесса возможно получение сложных композиций для изготовления изделий с уникальными эксплуатационными свойствами.

## Снос зданий и очистка территорий
Федеральное казенное предприятие «Алексинский химический комбинат» обладает уникальным опытом в области сноса зданий и сооружений, в том числе взрывопожароопасных объектов, а также очистке загрязненных территорий.

## Услуги в области промышленной безопасности
ФКП АХК является участником федеральной целевой программы «Национальная система химической и биологической безопасности Российской Федерации (2009—2014 годы)», которая реализуется в целях снижения до приемлемого уровня риска воздействия опасных химических факторов на биосферу, техносферу и экологическую систему.

## Памятник труженикам тыла
В 2015 году на территории Алексинского химкомбината открыли памятник сотрудникам предприятия, совершившим воинский и трудовой подвиг в годы Великой Отечественной войны. Памятник был выполнен московским скульптором Николаем Прокофьевым и стал символом доблести и мужества работников химкомбината в тяжёлые годы войны. Он представляет собой монумент, украшенный двумя барельефами с изображением воинов и тружеников тыла.